# Кастан, Огюст
Ферреоль-Франсуа-Жозеф-Огюст Кастан (фр. Ferréol-François-Joseph-Auguste Castan; 20 ноября 1833, Безансон — 1892) — французский археолог и историк. Много поработал над архивами своей родины.
Корреспондент французской Академии надписей и изящной словесности (1875).

## Труды
- «Origines de la commune de Besançon» (1858)
- «La Franche-Comté et le pays de Montbéliard» 1877)
- «Besançon et ses environs» (1880)
- «Les Arénes de Vesontio» (1885)